# Saint-Maximin (Isère)
Saint-Maximin település Franciaországban, Isère megyében. Lakosainak száma 672 fő (2022. január 1.). Saint-Maximin Laissaud, Allevard, Le Moutaret, Pontcharra és La Chapelle-Blanche községekkel határos.

## Népesség
A település népessége az elmúlt években az alábbi módon változott:
| Lakosok száma | 384  | 432  | 476  | 600  | 638  | 643  | 654  | 656  | 658  | 672  |
|               | 1968 | 1982 | 1990 | 2006 | 2013 | 2015 | 2017 | 2019 | 2020 | 2022 |